# 英國Mk.I-V系列輕型坦克
英國Mk.I-V系列輕型坦克包括了Mk.I-V輕型坦克。
在戰間期，英國製造了一系列相似的輕型坦克。它們被用於訓練，並在1941年的東非戰爭期間和一些諸如南非的大英帝国的成員共同進行了少量的作戰。所有這些戰車的重量都在5長噸左右，并在平路上擁有30 mph(50 km/h)的最大速度，越野時則為20 mph (30 km/h)。
因為英國人並不指望他們的輕型坦克能對付除了輕型坦克以外的戰車，因此，它們僅僅安裝了維克斯.50或.303英寸機槍。懸掛採用霍姆斯斜彈簧式。引擎一般是亨利-梅朵6缸汽油機。除了Mk V，所有這些坦克都只有兩名乘員:車長（兼任駕駛員）和炮手。Mk.V則有三名成員：炮手，車長（要幫助操控機槍），駕駛員。

## 研發
在1920年代晚期，在實驗性裝甲部隊的活動后，英國軍方最終決定製造兩種履帶式車輛：一種安裝機槍用於支援步兵，另一種擁有炮塔，被用於皇家坦克兵團。。卡登-勞埃德迷你戰車成爲了步兵支援坦克的同時，約翰·卡登爵士研發出一些輕型的雙人坦克。卡登的Mk.VII坦克的設計被作為部隊的輕型坦克原型車。當時，卡登-勞埃德公司是維克斯-阿姆斯特朗公司的一部份。第一批坦克只製造了很少的數量，但是它卻為之後的坦克發展提供了有用信息。
Mk.VII是一種輕型的安裝機槍的戰車，使用59匹梅朵引擎。最大速度為35 mph（56 km/h）。懸掛是擁有外置的軸的兩隊雙負重輪的片狀彈簧。

## Mk.I輕型坦克
Mk.I與Mk.VII坦克有些不同。外置的懸掛主軸爲了增強載重能力而下調。切角砲塔被一種個圓柱形的設計取代，但仍安裝一門0.303 英寸維克斯機槍。它的裝甲為14mm。因為裝甲的增加，最大速度下降到了30 mph（48 km/h）。
米多斯引擎通過一個四檔變速箱調節前輪的轉速從而控制履帶的速度。傳動裝置是一個控制履帶和制動的離合驅動器，從而增強了轉向性能。它的履帶被一個放置在與驅動鏈輪相同高度處的后惰轮拉緊。該設計在英國坦克設計中顯得十分新穎。同時，採用了3根棍軸支架。
Mk.IA的尺寸要大一些，炮塔有了更廣的空間用於操作機槍。霍斯曼水平螺旋彈簧懸掛取代了Mk.I的片狀懸掛。儘管片狀彈簧可以更容易的操控，但是某些情況下會出現不可控的反彈。
Mk.IA坦克于1931年被送到印度用於測試引擎在炎熱環境下的冷卻能力以及幾種為乘員散熱的方法。

### 型號/生產數目
- Mk.I:製造了4或5輛，以卡登-勞埃德Mk.VII為基礎

- Mk.IA: 製造了5輛，4輛被送到印度用於實驗。

## Mk II輕型坦克

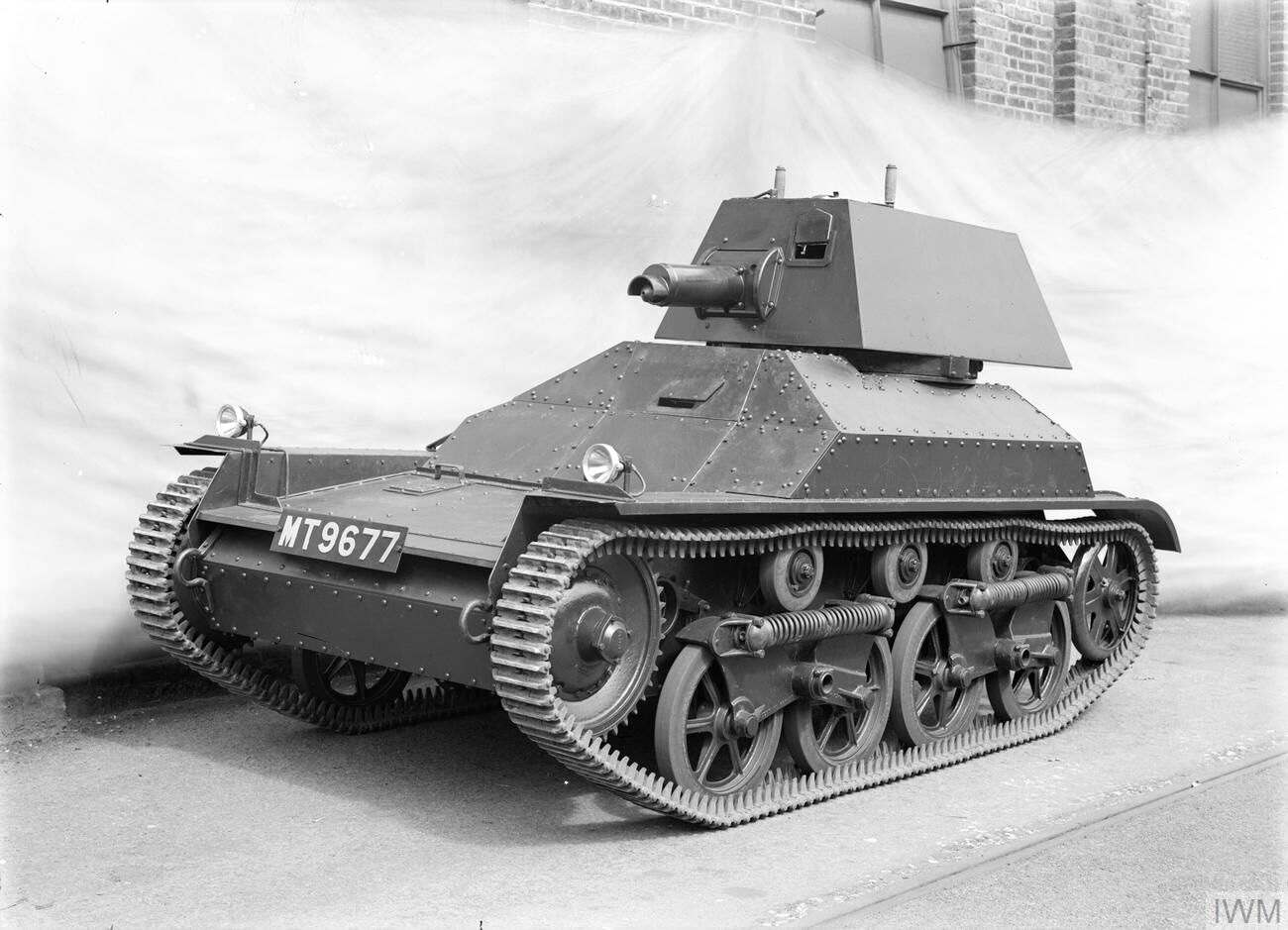
Mk.II輕型坦克

Mk.II使用了一台位於坦克右側的66匹勞斯萊斯製造的發動機搭配威爾遜製造的预选式变速箱和傳動裝置。這讓坦克的左側有了空間容納下車長和駕駛員。用於印度的該種坦克安裝了85匹的米多斯引擎和一個“發出巨響”的變速箱。
它的炮塔成長方形，機槍擁有一個與步兵使用的版本不同的槍把。

### 型號/生產數目
- Mk.II:從1929年開始，由維克斯公司生產了16輛。

- Mk.IIA:共由皇家阿森納，伍爾維奇製造了29輛。

- Mk.IIB:一共由維克斯公司生產了21輛。

## Mk.III輕型坦克
從1934年起製造了42輛。使用了勞斯萊斯製造的發動機和威爾遜製造的變速箱。在後部增加了一個戰鬥室，并改良了懸掛裝置。36輛被送往了埃及。

## Mk.IV輕型坦克

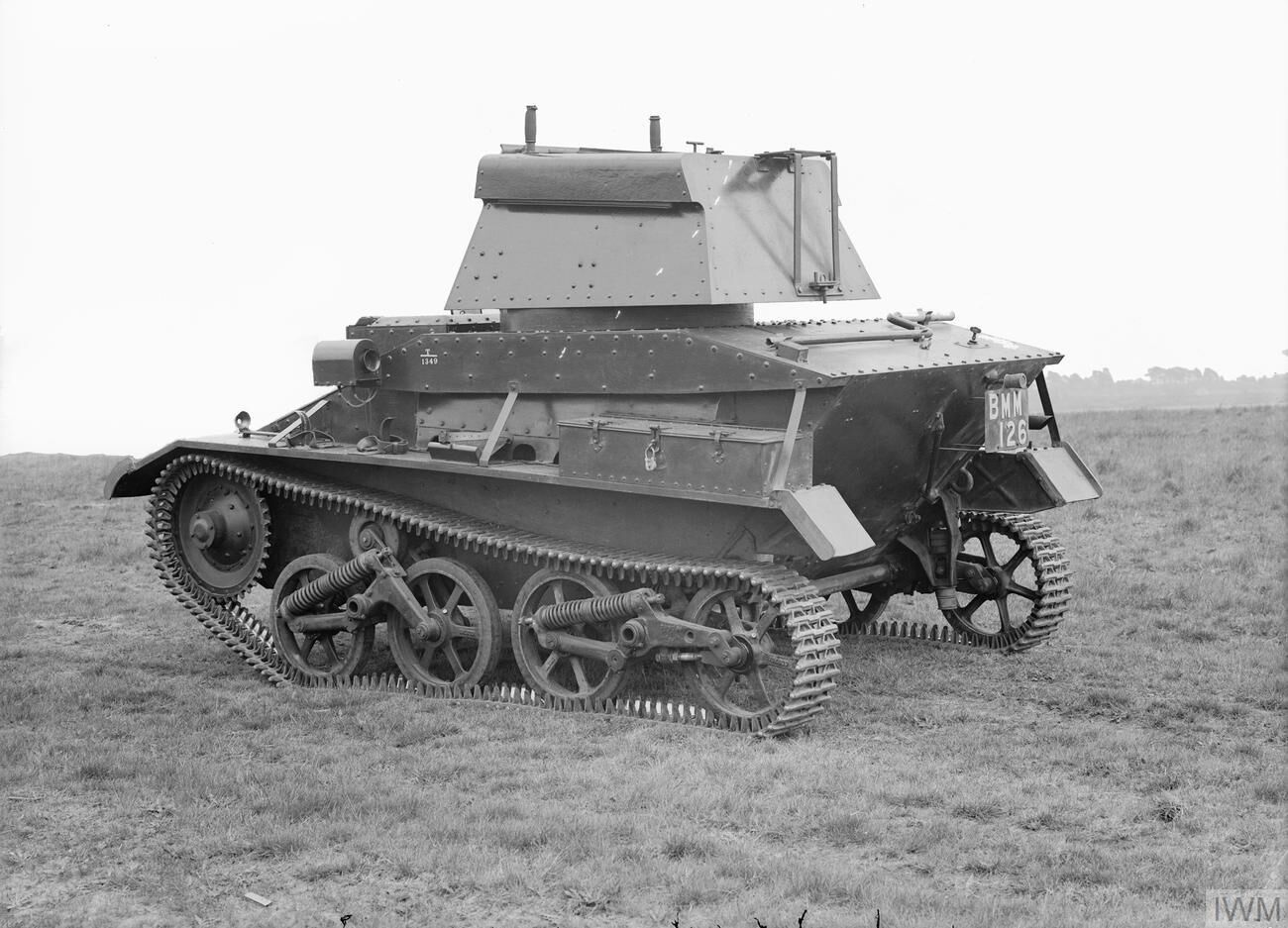
Mk.IV輕型坦克

- 一種維克斯公司設計與1933年的方案從1934年開始，一共製造了34輛。

## Mk.V輕型坦克
從Mk.IV到Mk.V最大的變化就是，乘員數變為了3人。它的炮塔現在可以容納車長和炮手(兼任通訊員)。而後者是一個不尋常的組合。戰車尺寸的擴大使得戰車的作用發生了很大變化，並且增加了保養的壓力。而且，車長必須要指揮駕駛員，領航，並且操作火炮。如果他是指揮官的話，還需要指導其它的坦克作戰。
Mk.V的火力比起更早的型號有了提升：用一把0.5英寸維克斯機槍代替了原先的0.303英寸機槍。這讓它有了對付當時的其他輕型坦克的能力——在當時歐洲大部份輕型坦克的裝甲在12-14mm左右。但是它在出現了擁有更強裝甲的輕型坦克后很快就不敷所需。
同時，它比Mk.IV加重了半噸，並且加長了18英寸。這使得它儘管行程基本不變，但最大速度下降到32.5 mph（52.3 km/h）。

### 服役情況
第一輛坦克被送到了RTC第一營。因為制造商和用户之间的合作，因這種不尋常的設計導致的问题迅速被解決并實行了改進。在1936年一共製造了22輛。

## 商用卡登劳埃德坦克
這種坦克的基礎型號被維克斯公司用於了出口市場。
這包括了1933，1934,1936和1937年的型號。用戶包括芬蘭，立陶宛，拉脫維亞，阿根廷，比利時，荷蘭，瑞士，荷屬東印度群島，中華民國。
在1935年為比利時製造了42輛以Mk.III為原型但是在比利時軍隊的要求下安裝了一個不同的炮塔的戰車。它安裝了法國的13.2mm哈奇開斯機槍，它們被比利時叫做T-15輕型坦克。
荷蘭曾訂購了一批1936年的型號。這批坦克因為第二次世界大戰爆發而沒能交貨，並留在英國陸軍中服役。因此，這批坦克得到了一個叫做“荷蘭人”的外號。

## 服役歷史
這些坦克被用於訓練，直到1942年。有一些甚至在利比亞沙漠和阿比西尼亚被使用。
最終，這種坦克從1936年開始被Mk.VI輕型坦克替代。

## 圖片

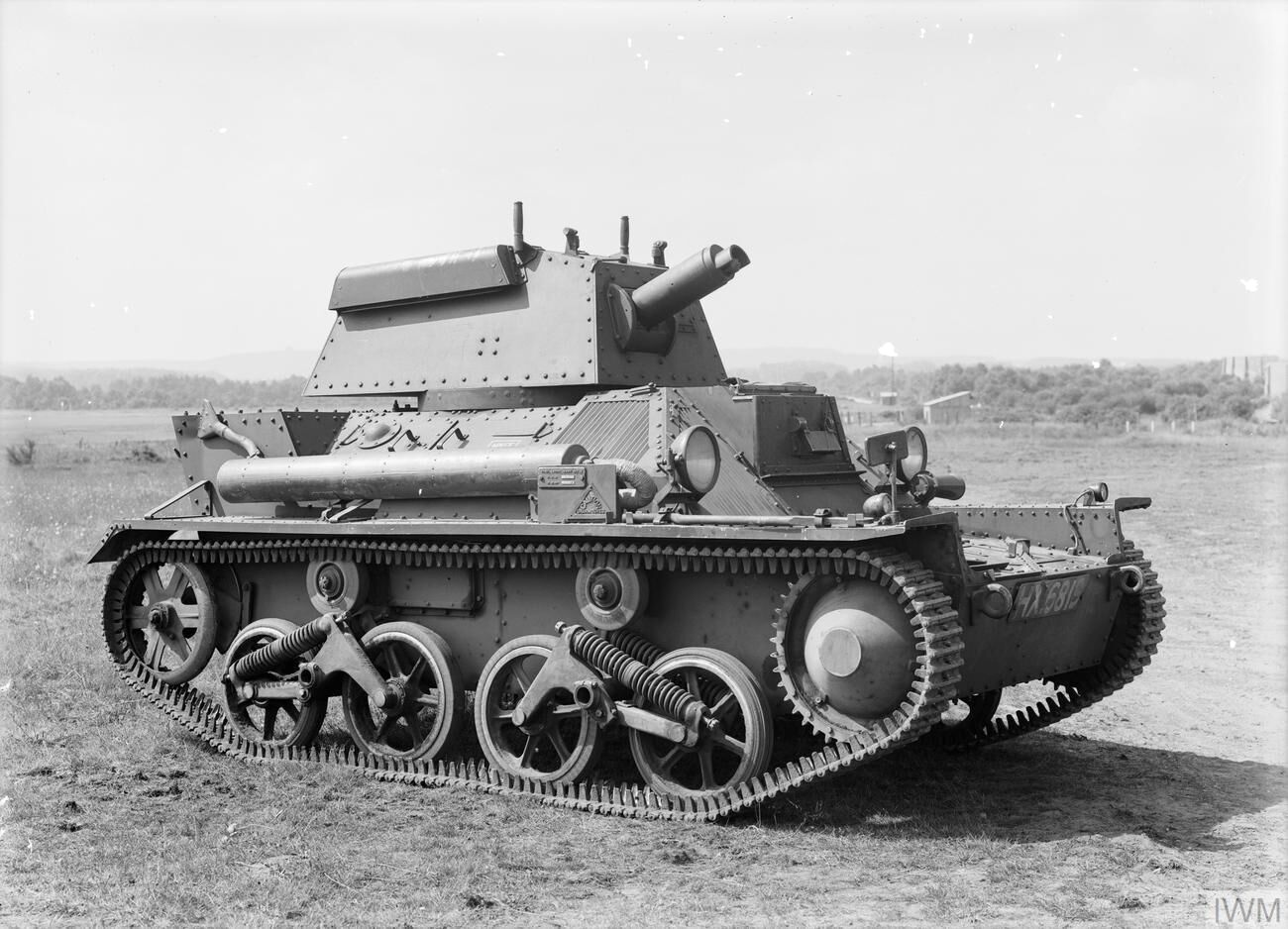
Mk.III輕型坦克
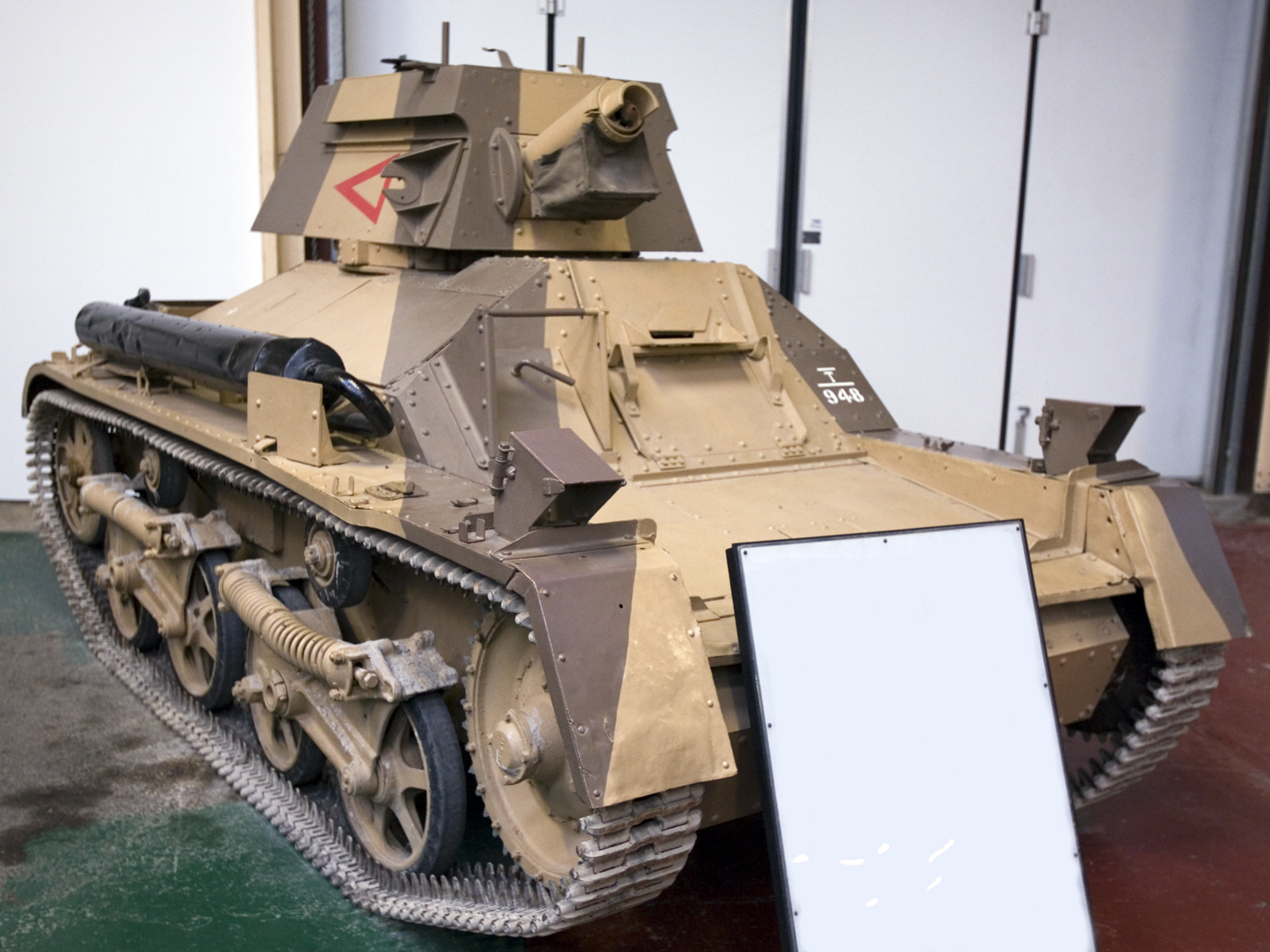
陳列於博文頓坦克博物館的Mk IIA

## 用戶
- 英国

- 芬兰

- 立陶宛

- 拉脫維亞

- 阿根廷

- 比利时

- 荷蘭

- 中華民國

- 瑞士

- 荷屬東印度群島

## 來源/註腳
1. ↑  Duncan 1969，第1–20頁.
2. ↑  Duncan